# Нестеренко Петро Андрійович
Петро Андрійович Нестеренко (*2 лютого 1944, Галайбине, Борзнянський район) — український журналіст та письменник, член Національної Спілки письменників України.

## Життєпис
Закінчив філологічний факультет Ніжинського державного педагогічного інституту ім. М. В. Гоголя (нині – університет), а журналістську освіту здобув у Києві. Саме цьому фахові віддав півстоліття. 
Розпочав кореспондентську діяльність у Борзнянській і Варвинській районних газетах Чернігівської області.
З лютого 1969 року працював на Сумщині в обласних газетах «Червоний промінь» і «Ленінська правда», був редактором районних газет у Тростянці, Великій Писарівці, кореспондентом газети сумських машинобудівників, а потім тривалий час власним кореспондентом всеукраїнських газет «Радянська Україна», «Урядовий курʼєр», «Сільські вісті».

## Творчий дороборк
У творчому доробку автора 26 художньо-документальних та художніх книжок - повістей, оповідань, новел, нарисів. Більшість з них про рідну Чернігівщину. 2014 року побачить світ остання книжка «Заграви над Десною» — про події Великої Вітчизняної війни у Сосницькому районі.
Член Національної спілки письменників України і Національної спілки журналістів України. Був делегатом шостого з'їзду НСПУ

## Відзнаки
Лауреат премій імені Леоніда Глібова, Миколи Теницького.
У 2013 році отримав премію ім. Пилипа Рудя.